# Saitama
Saitama (さいたま市) je glavno in najbolj naseljeno mesto japonske prefekture Saitama. Mesto je nastalo s spojitvijo mest Urava, Omija in Jono leta 2001. Mesto ima 1.182.115 prebivalcev (2006).